# Gran Torino
Gran Torino és una pel·lícula estatunidenca estrenada el 2008 i dirigida per Clint Eastwood. Ha estat doblada i subtitulada al català.

## Argument
Walt Kowalski, un veterà de la guerra de Corea jubilat, ha hagut d'afrontar la mort de la seva dona. D'aleshores ençà, la seva vida entra en una rutina diària sense cap mena de fi. Kowalski passa els dies fent encàrrecs, i a les tardes s'està al porxo amb el seu gos o neteja el seu tresor més preuat: un auto Gran Torino del 1972. Kowalski es limita a esperar que li arribi la mort i menysprea tot el que l'envolta, veïns, familiars, etc.
Un dia descobreix que un veí adolescent asiàtic mira de robar-li el cotxe per entrar en una banda de brètols formada per joves del seu mateix origen. Alhora, coneix la germana del noi, que l'introdueix en la seva família i fa que el jove pagui pel que va intentar fer. A partir d'aquí, la seva manera d'orientar la vida canvia i es dedica a ajudar el noi. La banda, encapçalada pel cosí del jove, no fa més que molestar i terroritzar la família, i això obliga el vell Kowalski, malalt, a actuar.

## Anàlisi
Gran Torino és un thriller d'acció que el mateix Eastwood protagonitza i que serà, segons ell, el seu darrer treball com a actor. Explica la història d'un veterà de Corea que decideix ajudar el veí adolescent asiàtic que li volia robar el cotxe i que viu inadaptat en una societat que el margina i enmig d'una espiral de violència que l'estira. L'exsoldat mira de donar sentit a la seva vida donant un cop de mà a la família del noi asiàtic, que viu al costat de casa seva.

## Repartiment
- Clint Eastwood: Walt Kowalski
- Bee Vang: Thao Lor
- Ahney Her: Sue Lor
- Christopher Carley: Pare Janovich[4]
- Brian Haley: Mitch Kowalski, fill gran de Walt Kowalski
- Brian Howe: Steve Kowalski, fill petit de Walt Kowalski
- Geraldine Hugues: Karen Kowalski, dona d'en Mitch
- Dreama Walker: Ashley Kowalski, filla d'en Mitch i Karen
- John Carroll Lynch: Martin, barber amic d'en Walt
- Doua Moua: Spider, cosí d'en Thao

## Premis
- César a la millor pel·lícula estrangera 2010